# Josh Freeman
Joshua Tyler Freeman, detto Josh (Kansas City, 13 gennaio 1988), è un ex giocatore di football americano statunitense che ha militato nel ruolo di quarterback per i Tampa Bay Buccaneers, Minnesota Vikings, New York Giants, Miami Dolphins e Indianapolis Colts  della National Football League (NFL), per i Brooklyn Bolts della Fall Experimental Football League (FXFL) e per i Montreal Alouettes della Canadian Football League (CFL). Fu scelto come 17º assoluto nel Draft NFL 2009 dai Buccaneers. Al college ha giocato a football alla Kansas State University.

## Carriera professionistica

### Tampa Bay Buccaneers

#### 2009
Al Draft NFL 2009, Freeman fu selezionato come 17ª scelta assoluta dai Tampa Bay Buccaneers. Egli firmò un contratto quinquennale da 26 milioni di dollari, che avrebbe raggiunto i 36 milioni con gli incentivi. Il debutto nella NFL avvenne il 25 ottobre 2009 contro i New England Patriots.
L'8 novembre 2009, Freeman giocò la sua prima gara da titolare contro i Green Bay Packers. I Buccaneers vinsero, terminando una striscia negativa di 11 partite. Freeman completò 14 passaggi su 31 per 205 yard, 3 touchdown, ed un intercetto. Sul quarto down, un passaggio da touchdown per l'altro rookie Sammie Stroughter permise ai Bucs di passare in vantaggio 31–28 nel finale di partita. Freeman divenne il più giovane quarterback nella storia della franchigia a partire come titolare e vincere la partita. Il 27 dicembre 2009, egli guidò i Buccaneers alla vittoria 20–17 ai supplementari sui New Orleans Saints che provenivano da un record di 13–1, impedendogli di raggiungere matematicamente il primo posto nei playoff per almeno un'altra settimana.

#### 2010

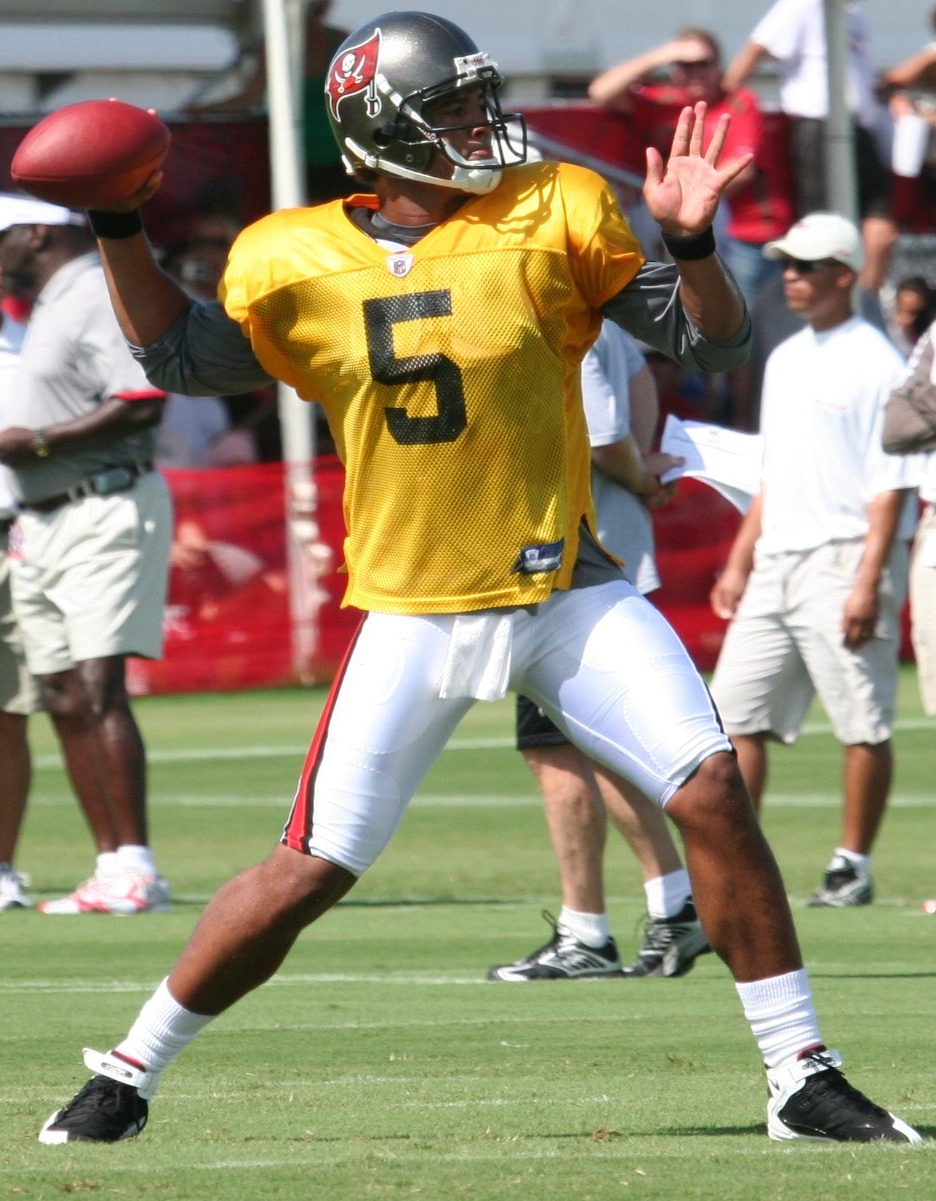
Freeman in allenamento.

Al suo secondo anno, Freeman divenne il quarterback titolare della squadra. Egli giocò come titolare tutte le 16 gare della stagione, il primo QB a fare ciò dai tempi dei Brad Johnson nel 2003. Il 26 dicembre 2010, Freeman completò 21 passaggi su 26 per 227 yard 5 touchdown contro i Seattle Seahawks, pareggiando il record di franchigia di touchdown in una singola gara. Il 1º gennaio 2011 completò 21 passaggi su 26 per 255 yard e 2 touchdown contro una concorrente per i playoff come i Saints. Entrambe queste due prestazioni gli fecero vincere il premio di quarterback della settimana. Fu inoltre premiato come giocatore della settimana della NFC in quelle due occasioni. Josh guidò la squadra ad un record vincente di 10–6, mancando per un soffio i playoff. Fu nominato come prima riserva per il Pro Bowl 2011.

#### 2011
Freeman disputò 15 gare su 16 nella stagione 2011. La sua stagione fu però molto deludente in confronto alla precedente.Passò solamente 16 touchdown a fronte di 22 intercetti, con un 74,6 di passer rating. I Buccaneers terminarono la stagione con un bilancio di 4 vittorie e 12 sconfitte, perdendo tutte le ultime 10 gare della stagione.

#### 2012
Il 9 settembre, Freeman e i Bucs, guidati dal nuovo allenatore Greg Schiano, iniziarono con una vittoria per 16-10 in casa contro i Carolina Panthers. Josh completò 16 passaggi su 24 tentativi per 138 yard e un passaggio da touchdown. Nel turno successivo, i Bucs persero contro i New York Giants dopo essere stati in vantaggio di 14 punti. Josh completò 15 passaggi su 28 per 243 yard, 2 touchdown e 2 intercetti.

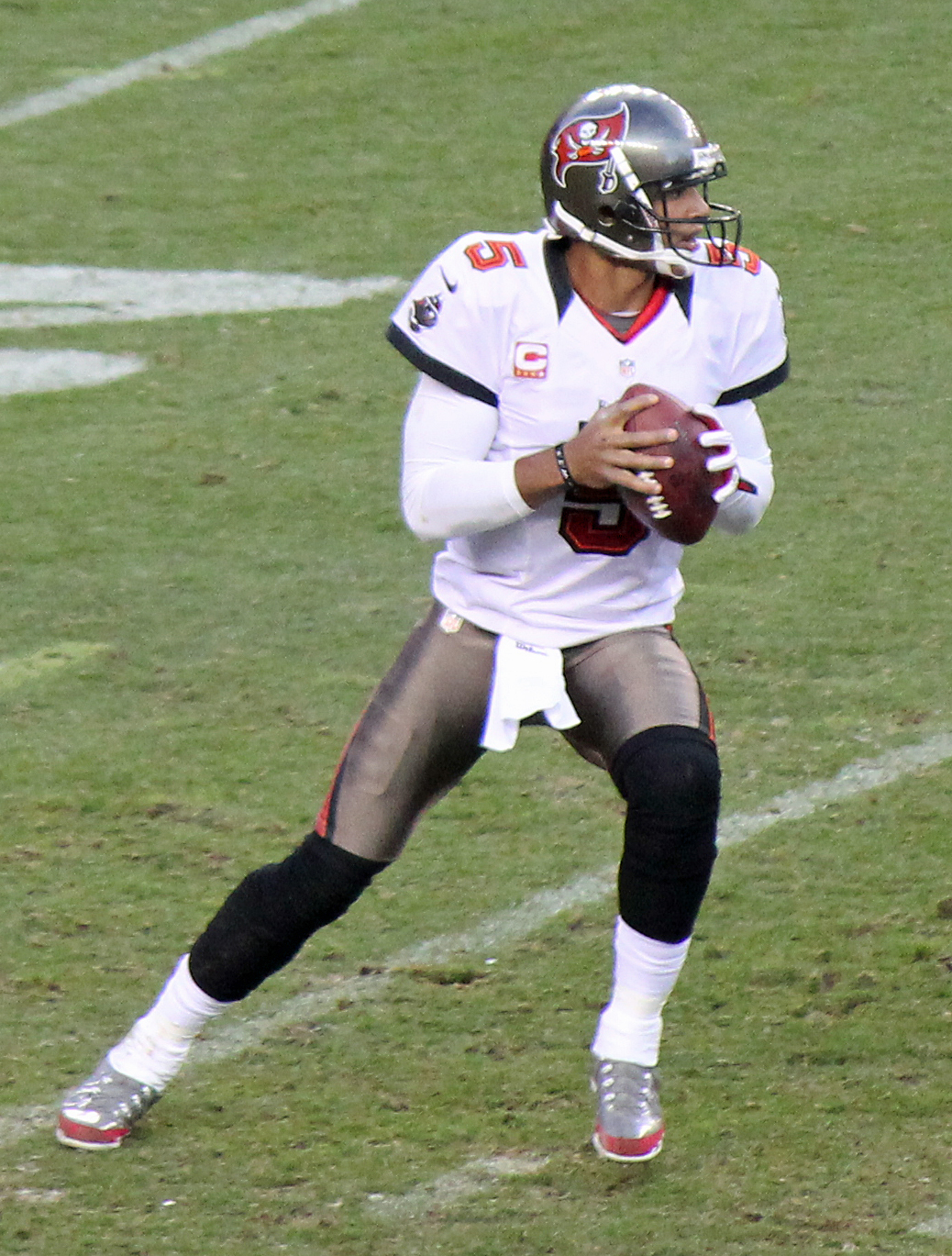
Freeman con la maglia dei Buccaneers nel 2012.

Nella settimana 3 i Bucs persero la seconda gara consecutiva contro i Dallas Cowboys: Freeman giocò male completando 10 passaggi su 28 per 110 yard, un touchdown e un intercetto. Tampa Bay perse anche nella settimana 4 contro i Washington Redskins: Freeman passò per 299 yard con un touchdown e un intercetto.
Dopo la settimana di pausa, i Bucs tornarono alla vittoria superando i Kansas City Chiefs con Freeman che giocò una grande gara passando 328 yard con 3 touchdown e un intercetto. Nel turno successivo, i Bucs persero contro New Orleans ma Josh disputò un'altra gara notevole stabilendo il proprio primato in carriera con 420 yard passate, 3 touchdown e nessun intercetto subito.
Nel Thursday Night Football della settimana 8, Freeman divenne il secondo quarterback della storia dei Bucs dopo Vinny Testaverde nel 1989 a lanciare tre touchdown per tre partite consecutive, nella vittoria in casa dei Minnesota Vikings in cui passò per 262 yard. I Bucs vinsero anche nella gara seguente contro gli Oakland Raiders con Josh che passò 247 yard, 2 touchdown e non subì alcun intercetto. Contro i Chargers, Tampa Bay vinse la terza gara consecutiva e Josh passò 210 yard con due touchdown.
Nella settimana 11 contro i Carolina Panthers i Bucs si trovavano sotto di 11 punti con soli cinque minuti al termine della partita. Freeman prima guidò un drive che portò a segnare un field goal, poi passò un touchdown a Dallas Clark e i Bucs segnarono la successiva conversione da due punti con passaggio vincente per Vincent Jackson nei secondi finali, impattando la partita e portandola ai supplementari. Lì Freeman pescò ancora Jackson nella end zone che segnò il touchdown della vittoria per 27-21. Josh terminò la grande rimonta con 248 yard passate, 3 touchdown, 2 intercetti per la quarta vittoria consecutiva di Tampa Bay.
La striscia positiva dei Bucs si concluse con la sconfitta ad opera degli Atlanta Falcons nella settimana 12 con Freeman che passò 256 yard senza touchdown e intercetti. La squadra fu sconfitta all'ultimo istante di gioco anche nella gara successiva contro i Philadelphia Eagles in cui Josh passò 189 yard e 2 intercetti.
Nella settimana 15 contro i Saints Freeman giocò una partita da incubo lanciando 4 intercetti, coi Buccaneers che persero 41-0. Tampa Bay interruppe la sua striscia di sconfitte nell'ultimo turno di campionato, quando batté i Falcons già sicuri del primo posto nella NFC. Freeman passò 222 yard e un touchdown. Il quarterback concluse una stagione fatta di alti e bassi con i primati in carriera per yard passate (4.065) e passaggi da touchdown (27), con 17 intercetti subiti.

#### 2013
Nella prima gara della stagione, i Buccaneers furono sconfitti a due secondi dal termine dai New York Jets, con Freeman che passò 210 yard con un touchdown, subendo un intercetto. Altre due sconfitte arrivarono nelle due settimane successive contro Saints e Patriots, in cui il quarterback continuò a non brillare, finendo per perdere il posto da titolare in favore del rookie Mike Glennon nella settimana 4. Dopo che Tampa Bay tentò infruttuosamente di organizzare uno scambio per il giocatore, il 3 ottobre 2013 Freeman fu svincolato.

### Minnesota Vikings
Il 6 ottobre 2013, Freeman firmò un contratto annuale del valore di tre milioni di dollari coi Minnesota Vikings. Il 16 ottobre fu nominato titolare per il Monday Night Football della settimana 7 contro i New York Giants in cui disputò una prestazione da dimenticare, completando solamente 20 passaggi su 53 tentativi per 190 yard e un intercetto subito, con l'attacco di Minnesota che non riuscì a segnare neanche un punto. Malgrado fosse stato confermato titolare da coach Leslie Frazier per la gara seguente, una commozione cerebrale gli impedì di scendere in campo e quella rimase l'unica partita disputata nella sua esperienza con i Vikings.

### New York Giants
Il 16 aprile 2014, Freeman firmò un contratto di un anno con i New York Giants. Il 30 maggio 2014 fu svincolato.

### Miami Dolphins
Il 2 aprile 2015, Freeman firmò un contratto annuale con i Miami Dolphins. Il 4 settembre 2015 fu svincolato.

### Indianapolis Colts
Il 29 dicembre 2015, Freeman firmò con gli Indianapolis Colts dopo gli infortuni di Andrew Luck, Matt Hasselbeck e Charlie Whitehurst, venendo nominato titolare per l'ultima gara della stagione. In quella partita passò 149 yard, un touchdown e un intercetto portando la squadra alla vittoria contro i Titans.

## Palmarès

### Individuale
- Quarterback della settimana: 2

5ª e 17ª del 2010
- Giocatore offensivo della settimana della NFC: 2

5ª e 17ª del 2010

## Statistiche
| Anno   | Squadra              | G  | Comp  | Ten   | %    | Yard   | Media | TD | Int | Rat  | Max |
| ------ | -------------------- | -- | ----- | ----- | ---- | ------ | ----- | -- | --- | ---- | --- |
| 2009   | Tampa Bay Buccaneers | 10 | 158   | 290   | 54,5 | 1.855  | 6,4   | 10 | 18  | 59,8 | 42  |
| 2010   | Tampa Bay Buccaneers | 16 | 291   | 474   | 61,4 | 3.451  | 7,3   | 25 | 6   | 95,9 | 64  |
| 2011   | Tampa Bay Buccaneers | 15 | 346   | 551   | 62,8 | 3,592  | 6,52  | 16 | 22  | 74,6 | 65  |
| 2012   | Tampa Bay Buccaneers | 16 | 306   | 558   | 54,8 | 4.065  | 7,56  | 27 | 17  | 81,6 | 95  |
| 2013   | Tampa Bay Buccaneers | 3  | 43    | 94    | 45,7 | 571    | 6.1   | 2  | 3   | 59,3 | 39  |
| 2013   | Minnesota Vikings    | 1  | 20    | 53    | 37,7 | 190    | 3.6   | 0  | 1   | 40,6 | 22  |
| TOTALE | Tampa Bay Buccaneers | 60 | 1.144 | 1.967 | 58.2 | 13.534 | 6,9   | 80 | 66  | 78,8 | 95  |
| TOTALE | Minnesota Vikings    | 1  | 20    | 53    | 37,7 | 190    | 3,6   | 0  | 1   | 40,6 | 22  |
| TOTALE | Carriera             | 61 | 1.164 | 2.020 | 57,6 | 13.724 | 6,8   | 80 | 67  | 77,8 | 95  |

Legenda:
G = gare disputate
Comp = passaggi completati
Ten = passaggi tentati
% = percentuale di completamento dei passaggi
Yard = yard totali guadagnate su passaggio
Media = yard guadagnate per passaggio
TD = touchdown su passaggio
Int = intercetti
Rat = passer rating
Max = passaggio più lungo della stagione